# Adrian Vasile
Adrian Vasile (født 14. oktober 1982 i Bukarest, Rumænien) er en rumænsk håndboldtræner og tidligere håndboldspiller, der til daglig er cheftræner for det rumænske kvindehold CSM București og landstræner for Rumæniens kvindehåndboldlandshold, siden 2021.